# Batalla de Villaviciosa de Tajuña
La Batalla de Villaviciosa  va tenir lloc el 10 de desembre de 1710 durant la Guerra de Successió Espanyola, un dia després de la batalla de Brihuega.

## Preludi
Després d'haver d'abandonar Madrid per la impossibilitat de defensar-la amb èxit el 9 de novembre, les tropes lleials a l'arxiduc Carles van iniciar una retirada ordenada i en dues columnes –per tal d'aprofitar millor els recursos del terreny– cap a Catalunya. Les tropes eren assetjades ocasionalment per guerrillers a favor de Felip V d'Espanya. L'exèrcit franco-espanyol, present en el centre d'Espanya, capitanejat per Lluís Josep de Borbó-Vendôme, va iniciar una persecució agressiva a curta distància per tal d'assegurar-se que les tropes austracistes abandonaven Castella, i afavorint-se de les circumstàncies per tal de derrotar de forma definitiva les forces aliades presents a la península Ibèrica. Aviat va abastar la rereguarda, el grup britànic d'entre 4.000 i 5.000 homes, al comandament de James Stanhope, Primer Comte Stanhope, degut a l'error que va cometre de desviar-se, passant el Tajuña per dormir amb les seves tropes a Brihuega. Un segon error va ser confiar-se i no posar vigilància al pont que menava a Brihuega. Això va propiciar que Vendôme fos informat i afanyés la seva cavalleria (11.000 soldats de cavalleria) i infanteria (16.000 homes) a la dita localitat. A trenc d'alba del 7 de desembre de 1710 la cavalleria borbònica va encerclar la localitat i va ocupar el pont, aïllant les tropes britàniques de Stanhope. El 8 de desembre de 1710 es van enfrontar les dues forces a Brihuega, començant amb el bombardeig de la vila, i després l'assalt de la infanteria borbònica davant els britànics que es defensaven casa per casa fins a la rendició el dia 9. Els britànics, àmpliament superats en nombre, van ser completament derrotats, i els supervivents fets presoners, després d'oposar ferotge resistència.

## Batalla
El militar austríac Guido von Starhemberg, que portava 14.000 homes i que havia acampat a Cifuentes, es va assabentar tard de la posició de Stanhope gràcies a un oficial que va poder escapar abans de l'encerclament borbònic, provocant que els austriacistes giressin cua i ajudessin, així, els britànics. Arribant el dia 10 a Villaviciosa, prop de Brihuega i no sentir cap indici de batalla, Starhemberg va entendre que la resistència havia finalitzat, però els borbònics comandats per Vendôme els esperaven en formació de batalla amb uns 20.000 soldats. Es va lliurar una batalla brutal, en un terreny difícil, i ambdós bàndols van quedar malparats. La batalla la van guanyar els borbònics, però el fet que no poguessin perseguir Starhemberg, que es va retirar cap a Saragossa, va permetre que tots dos bàndols la consideressin com una victòria pròpia.

## Resultat
Malgrat l'empat tècnic, la batalla va suposar un èxit per Lluís Josep de Borbó-Vendôme, ja que l'exèrcit de l'Arxiduc, encara que va aconseguir continuar la seva retirada de forma ordenada, es va veure debilitat i va ser perseguit pels irregulars i la cavalleria franco-espanyola. Quan van arribar a Barcelona el 6 de gener de 1711, havia quedat reduït a uns 6.000 o 7.000 homes, i la ciutat era pràcticament l'únic enclavament espanyol que reconeixia l'autoritat de l'Arxiduc Carles.
Però la victòria no només va significar una victòria des del punt de vista borbònic, sinó que partir d'aquest moment la guerra a Castella va patir un gir definitiu a favor de Felip V, al que el militar francès contribuí de forma meritòria, essent rebut a Madrid amb aclamacions de «Visca Vendôme el nostre alliberador!».